# Tigoa
Tigoa – miasto na Wyspach Salomona; na wyspie Rennell; stolica Prowincji Rennell i Bellona; 613 mieszkańców (szacunek 2013). Ośrodek turystyczny.